# Gouvernement Tindemans I
Pour les articles homonymes, voir Gouvernement Tindemans.
Royaume de Belgique
Leburton II Tindemans II
Le gouvernement Tindemans I était une coalition de sociaux-chrétiens et de libéraux du 25 avril 1974 au 3 juin 1974. Elle compte 19 ministres et 6 secrétaires d'État.

## Composition
| Ministère                                                                              | Nom                      | Parti |
| -------------------------------------------------------------------------------------- | ------------------------ | ----- |
| Premier ministre                                                                       | Leo Tindemans            | CVP   |
| Ministre de la Défense nationale et des affaires bruxelloises                          | Paul Vanden Boeynants    | PSC   |
| Ministre des Finances                                                                  | Willy De Clercq          | PVV   |
| Ministre des Affaires étrangères et de la coopération au développement                 | Renaat Van Elslande      | CVP   |
| Ministre de la Santé publique et de la Famille                                         | Jos De Saeger            | CVP   |
| Ministre de la Prévoyance sociale                                                      | Placide De Paepe         | CVP   |
| Ministre de la Justice                                                                 | Herman Vanderpoorten     | PVV   |
| Ministre du Commerce extérieur                                                         | Michel Toussaint         | PLP   |
| Ministre de l'Intérieur                                                                | Charles Hanin            | PSC   |
| Ministre de l'Emploi, du Travail et des Affaires wallonnes                             | Alfred Califice          | PSC   |
| Ministre de l'Agriculture                                                              | Albert Lavens            | CVP   |
| Ministre de la Culture française                                                       | Jean-Pierre Grafé        | PSC   |
| Ministre des Communications                                                            | Jos Chabert              | CVP   |
| Ministre des Classes moyennes                                                          | Louis Olivier            | PLP   |
| Ministre de l'Éducation nationale                                                      | Antoine Humblet          | PSC   |
| Ministre des Travaux publics                                                           | Jean Defraigne           | PLP   |
| Ministre des Affaires économiques                                                      | André Oleffe             | PSC   |
| Ministre de la Culture néerlandaise et des Affaires flamandes                          | Rika De Backer-Van Ocken | CVP   |
| Ministre de l'Éducation nationale                                                      | Herman De Croo           | PVV   |
| Secrétariat d'État                                                                     | Nom                      | Parti |
| Secrétaire d'État à l'Économie régionale, à l'Aménagement du Territoire et au Logement | Luc Dhoore               | CVP   |
| Secrétaire d'État à la Fonction publique                                               | Louis D'Haeseleer        | PVV   |
| Secrétaire d'État à l'Économie régionale, Aménagement du territoire et Logement        | Charles Hubaux           | PLP   |
| Secrétaire d'État à l'Environnement                                                    | Karel Poma               | PVV   |
| Secrétaire d'État au Budget et à la Politique scientifique                             | Gaston Geens             | CVP   |
| Secrétaire d'État adjoint au ministre des affaires étrangères                          | Henri-François Van Aal   | PSC   |

## Référence
- Gouvernement Leo Tindemans I, document du CRISP
- Déclaration gouvernementale, document du CRISP